# Diecezja Colón-Kuna Yala
Diecezja Colón-Kuna Yala (łac. Dioecesis Columbensis-Kunayalensis) – diecezja Kościoła rzymskokatolickiego w Panamie. Należy do archidiecezji panamskiej. Została erygowana 13 czerwca 1997.

## Ordynariusze
- Carlos María Ariz Bolea, C.M.F. (1988–2005)
- Audilio Aguilar (2005–2013)
- Manuel Ochogavía (od 2014)